# لین شین
لین شین(چینی:廩辛) زاده شده با نام فنگ شین(چینی:子绚) بر اساس سنن و روایات، شاهی بود از شاهان دودمان شانگ در چین.
سیما کیان، تاریخنگار و نویسنده هان، در کتاب شیجی، او را پادشاه شانگ دانسته‌است و در تاریخ مردمی هان نیز نام او آمده‌است.
وی در سال گنگیان (چینی:庚寅) در تختگاه این (چینی:殷) به شاهی نشسست.
او ۵ سال فرمان‌روایی کرد (اما در کتاب شیجی مدت فرمانروایی او ۶ سال آمده‌است).